# Iso-Vohli
Iso-Vohli är en ö i Finland. Den ligger i sjön Vanajavesi och i kommunen Valkeakoski i den ekonomiska regionen  Södra Birkaland och landskapet Birkaland, i den södra delen av landet, 120 km norr om huvudstaden Helsingfors. Öns area är 9,1 hektar och dess största längd är 400 meter i sydöst-nordvästlig riktning.